# Sulzfeld, Baden-Württemberg
Sulzfeld är en kommun och ort i Landkreis Karlsruhe i regionen Mittlerer Oberrhein i Regierungsbezirk Karlsruhe i förbundslandet Baden-Württemberg i Tyskland.
Kommunen ingår i kommunalförbundet Sulzfeld tillsammans med kommunen Zaisenhausen.